# Экономические последствия мира
«Экономические последствия мира» (англ. The Economic Consequences of the Peace) — работа Дж. М. Кейнса, опубликованная в 1919 году и принесшая ученому широкую известность.
В 1919 году как представитель Министерства финансов Кейнс принял участие в Парижских мирных переговорах и предложил свой план послевоенного восстановления европейской экономики, который не был принят, но послужил основой для работы «Экономические последствия мира». В этой работе Кейнс выдвигал свой план послевоенного восстановления мира, подразумевавший, в частности, отказ от наложения огромных контрибуций на Германию и принятие мер по восстановлению немецкой экономики. Кейнс считал, что притеснение Германии может привести к усилению реваншистских настроений, а также признавал роль страны как одного из важнейших звеньев европейской экономики.

## Переводы на русский язык
- Кейнс Дж. М. Экономические последствия Версальского мирного договора. / Предисловие к русскому изданию Ш. М. Двойлацкого. — М.: ГИЗ, 1922. — 165 с.
- Кейнс Дж. М. Экономические последствия Версальского мирного договора // Общая теория занятости, процента и денег. Избранное. — М.: Эксмо, 2007. — С. 463—620. — 960 с. — ISBN 978-5-699-20989-7.